# Extreme Power Metal
Extreme Power Metal är det brittiska power metal-bandet Dragonforces åttonde studioalbum, utgivet i september 2019 på earMUSIC i Europa, Metal Blade Records i USA och på Ward Records i Japan.
Albumet var bandets sista med basisten Frédéric Leclercq. 
Tre singlar släpptes: "Highway to Oblivion", "Heart Demolition" och "Razorblade Meltdown". Till dessa släpptes varsin musikvideo. Även till "The Last Dragonborn" och "Strangers" gjordes videor.

## Låtlista
1. "Highway to Oblivion" – 6:47
2. "Cosmic Power of the Infinite Shred Machine" – 6:35
3. "The Last Dragonborn" – 6:12
4. "Heart Demolition" – 5:39
5. "Troopers of the Stars" – 5:03
6. "Razorblade Meltdown" – 4:45
7. "Strangers" – 4:29
8. "In a Skyforged Dream" – 4:44
9. "Remembrance Day" – 5:10
10. "My Heart Will Go On" (Celine Dion-cover) – 3:24

Bonusspår på den japanska utgåvan
1. "Behind the Mirror of Death" – 5:32

## Medverkande
Musiker
- Marc Hudson – sång
- Herman Li – gitarr, bakgrundssång
- Sam Totman – gitarr, bakgrundssång
- Frédéric Leclercq – basgitarr, bakgrundssång
- Gee Anzalone – trummor, bakgrundssång

Bidragande musiker
- Emily Ovenden – bakgrundssång
- Clive Nolan – bakgrundssång
- Kalen Chase Musmecci – bakgrundssång
- Steve Francis – bakgrundssång
- Ross Mallon – bakgrundssång
- Josh O'Brien – bakgrundssång
- Tim Mekalick – bakgrundssång
- Coen Janssen – keyboard, piano

Produktion
- Damien Rainaud – producent, inspelningstekniker, mixning, mastering
- Laurent Tardy – inspelningstekniker
- Alec Newell – inspelningstekniker
- Stan-W Decker – omslagskonst, layout
- Vladan Cvetković – foto